# Ceiba Norte
Ceiba Norte es un barrio ubicado en el municipio de Juncos en el estado libre asociado de Puerto Rico. En el Censo de 2010 tenía una población de 9755 habitantes y una densidad poblacional de 685,18 personas por km².

## Geografía
Ceiba Norte se encuentra ubicado en las coordenadas 18°13′24″N 65°53′37″O / 18.22333, -65.89361. Según la Oficina del Censo de los Estados Unidos, Ceiba Norte tiene una superficie total de 14.24 km², de la cual 14.17 km² corresponden a tierra firme y (0.44%) 0.06 km² es agua.

## Demografía
Según el censo de 2010, había 9755 personas residiendo en Ceiba Norte. La densidad de población era de 685,18 hab./km². De los 9755 habitantes, Ceiba Norte estaba compuesto por el 70.28% blancos, el 12.99% eran afroamericanos, el 0.41% eran amerindios, el 0.07% eran asiáticos, el 11.39% eran de otras razas y el 4.86% pertenecían a dos o más razas. Del total de la población el 99.48% eran hispanos o latinos de cualquier raza.